# Miro Jurić
Miro Jurić (Sebenico, 10 agosto 1972) è un ex cestista e allenatore di pallacanestro croato, fino al 1991 jugoslavo.

## Carriera
Con la Croazia ha disputato i Campionati mondiali del 1994.